# Andrew C. Baker
Andrew Charles Baker (* 1971) ist ein britischer Meeresbiologe mit dem Schwerpunkt Korallenriffe und Klimawandel. Er ist Direktor des Coral Reef Futures Lab der University of Miami, an welchem er u. a. hybride Riffe entwickelt, an denen künstlicher Küstenschutz und natürliche Riffe kombiniert werden sollen.

## Leben
Andrew Baker schloss sein Studium 1993 an der University of Cambridge mit einem Bachelor of Science ab und war danach durch ein Fulbright-Stipendium in den USA. Anschließend wurde er 1995 Doktorand (Predoctoral Fellow) am Smithsonian Tropical Research Institute in Panama und ab 1997 am Australian Museum, als Doctoral Fellow. Seinen Ph.D. in Meeresbiologie erhielt er 1999 von der University of Miami. Im Anschluss war er für die Wildlife Conservation Society an der Columbia University tätig, zuerst bis 2009 am New York Aquarium und dann im Rahmen des Global Marine Program bis 2005.
2005 wurde er Mitarbeiter der Rosenstiel School der Universität in Miami, wo er 2008 mit einem Pew Fellowship ausgezeichnet wurde und ab 2010 als außerordentlicher Professor (Associate Professor ) tätig war.
Andrew C. Baker ist verheiratet und hat drei Kinder.